# Evil Dead Rise
Evil Dead Rise är en amerikansk skräckfilm från 2023. Filmen är skriven och regisserad av Lee Cronin. Det är den femte delen i Evil Dead-filmserien. I filmens huvudroller ses Lily Sullivan och Alyssa Sutherland som de två systrarna Beth och Ellie.
Filmen hade biopremiär i Sverige den 21 april 2023, utgiven av Warner Bros.

## Handling
Ellie kämpar för att ensam ta hand om tre barn i en liten lägenhet i Los Angeles. En dag kommer Beth, lillasyster till Ellie på besök. Återföreningen får ett abrupt slut när de hittar en märklig bok gömd i Ellies lägenhet.

## Rollista (i urval)
- Alyssa Sutherland – Ellie
- Morgan Davies – Danny
- Gabrielle Echols – Bridget
- Nell Fisher – Kassie
- Richard Crouchley – Caleb
- Mirabai Pease  Teresa
- Anna-Maree Thomas – Jessica
- Jayden Daniels – Gabriel
- Billy Reynolds-McCarthy – Jake
- Tai Wano – Scott
- Nedim Jahić – Ben